# Amerikansk partikonvent
Partikonventer afholdes i USA hvert fjerde år som en del af processen ved præsidentvalg. Hvert af de opstillende partier holder et sådan fleredagsmøde, som munder ud i at partiets præsidentkandidat udpeges.